# Irkutsk (tỉnh)
Irkutsk Oblast (tiếng Nga: Ирку́тская о́бласть, Irkutskaya oblast) là một chủ thể liên bang của Nga (một tỉnh), nằm ở đông nam Siberia trong lưu vực sông Angara, sông Lena, và sông Nizhnyaya Tunguska. Trung tâm hành chính là Irkutsk.

## Hành Chính

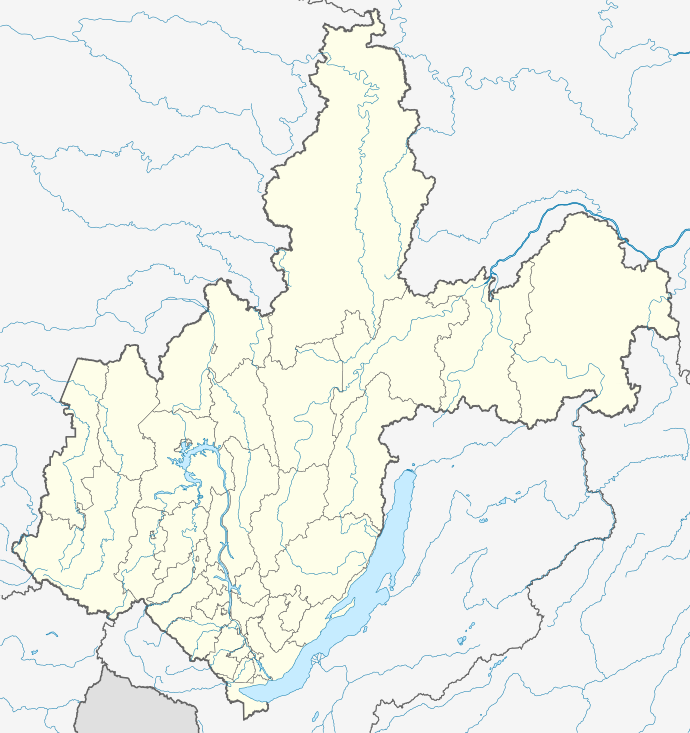
Hành chính tỉnh Irkutsk

- Irkutsk
- Alarsky
- Angarsky
- Balagansky
- Bayandayevsky
- Bodaybinsky
- Bokhansky
- Bratsky
- Cheremkhovsky
- Chunsky
- Ekhirit-Bulagatsky
- Irkutsky
- Kachugsky
- Katangsky
- Kazachinsko-Lensky
- Kirensky
- Kuytunsky
- Mamsko-Chuysky
- Nizhneilimsky
- Nizhneudinsky
- Nukutsky
- Olkhonsky
- Osinsky
- Shelekhovsky
- Slyudyansky
- Tayshetsky
- Tulunsky
- Usolsky
- Ust-Ilimsky
- Ust-Kutsky
- Ust-Udinsky
- Zalarinsky
- Zhigalovsky
- Ziminsky

## Liên kết
Tư liệu liên quan tới Irkutsk Oblast tại Wikimedia Commons
- Thông tin về Irkutsk Oblast. Lưu trữ ngày 13 tháng 3 năm 2008 tại Wayback Machine
- Website chính thức